# Arisaema longipedunculatum
Arisaema longipedunculatum är en kallaväxtart som beskrevs av Mitsuru Hotta. Arisaema longipedunculatum ingår i släktet Arisaema och familjen kallaväxter. Inga underarter finns listade.